# Euphyia fulvicincta
Euphyia fulvicincta är en fjärilsart som beskrevs av Paul Dognin 1914. Euphyia fulvicincta ingår i släktet Euphyia och familjen mätare. Inga underarter finns listade i Catalogue of Life.